# Petrov’s Flu
Petrov’s Flu (russischer Titel: Петровы в гриппе / Petrowy w grippe, auch: Petrow hat Fieber, wörtlich: Die Petrows haben Grippe) ist ein Film von Kirill Serebrennikow, der bei den Internationalen Filmfestspielen von Cannes seine Premiere feierte und im Januar 2023 in die deutschen Kinos kam. Der Film basiert auf dem Roman Petrowy w grippe i wokrug nego von Alexei Salnikow. Im Fernsehen wurde der Film erstmals am 6. Mai 2024 auf Arte unter dem Titel Familie Petrow hat Grippe ausgestrahlt.

## Handlung
Der Film erzählt von mehreren Tagen im Leben des Automechanikers Petrow und seiner Familie. Sie leben nach dem Zerfall der Sowjetunion  in der Fabrikstadt Jekaterinburg und erkranken am Silvesterabend alle an der Grippe, woraufhin sie zu halluzinieren beginnen. Als Petrow von der Arbeit nach Hause zurückkehrt, trifft er seinen alten Freund Igor, mit dem er gemeinsam eine Menge Wodka trinkt. Der grippeähnliche Zustand von Petrow und seiner Familie erlaubt es ihnen nicht, Delirium und Realität zu unterscheiden.

## Produktion

### Literarische Vorlage

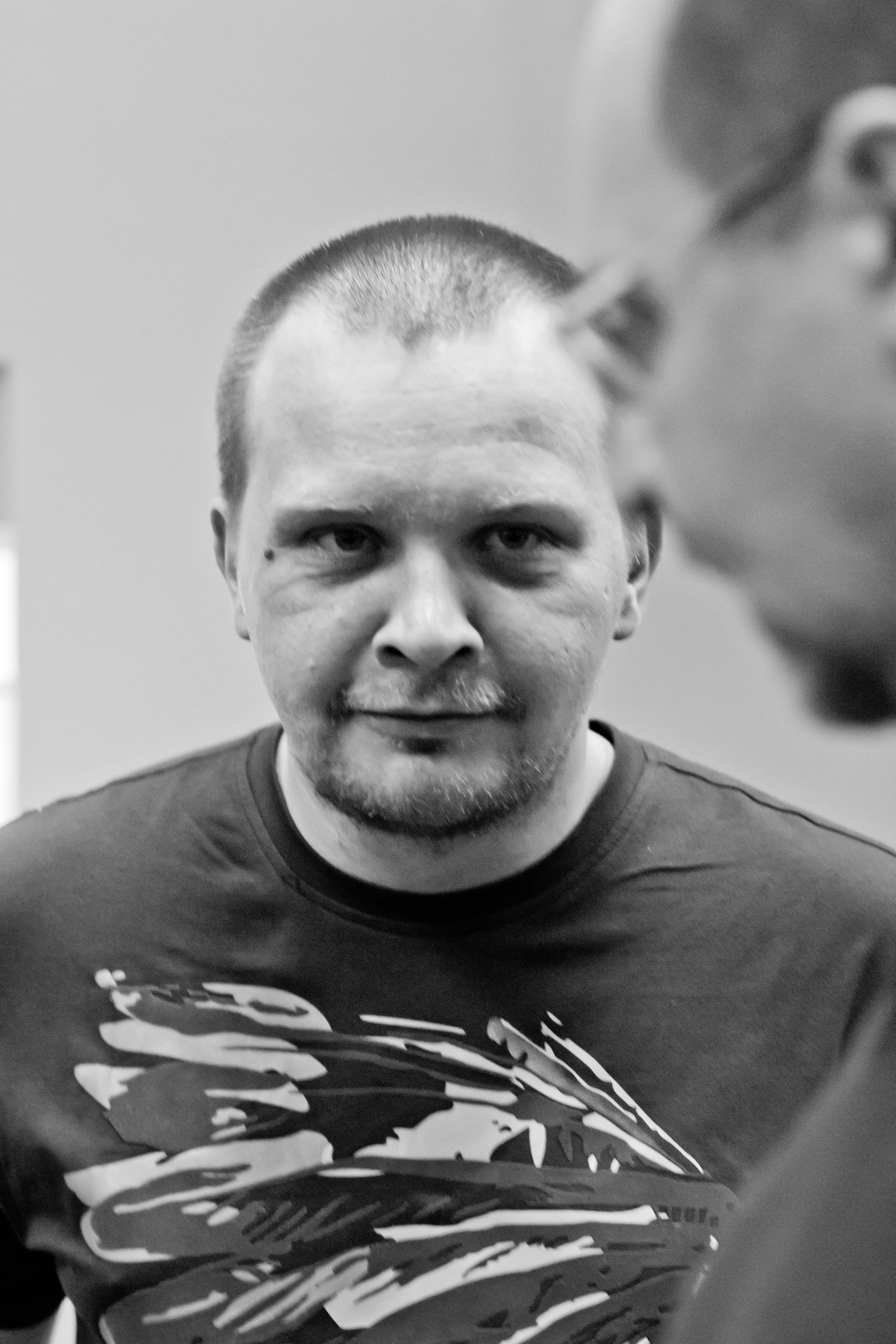
Alexei Salnikow, der Autor der Romanvorlage

Der Film basiert auf dem Roman Petrowy w grippe i wokrug nego von Alexei Salnikow. Der Titelheld Petrow leidet darin an einer starken Grippe und wird von einem Freund während eines Saufgelages an der Grenze zwischen Traum und Wirklichkeit mitgenommen. Allmählich tauchen in Petrow die Erinnerungen an seine Kindheit wieder auf und verschmelzen mit der Gegenwart.

### Filmstab und Besetzung
Regie führte Kirill Serebrennikow, der auch Salnikovs Roman für den Film adaptierte. Der russische Theater-, Opern- und Filmregisseur, der ab 2012 das Gogol-Center in Moskau, ein genreübergreifendes Theaterlabor, leitete und ab August 2017 wegen Veruntreuung in seiner Wohnung unter Hausarrest gestellt wurde, kündigte direkt nach seiner Entlassung aus diesem im Frühjahr 2019 sein neues Projekt Petrov’s Flu an: „Es ist eine Geschichte unserer täglichen Kämpfe und wie wir uns darin verlieren“, erklärte der Regisseur. „Es ist auch die Geschichte über die Identitätsfindung. Aber vor allem ist es die Geschichte davon, wie selbst die banalsten Situationen zu etwas Außergewöhnlichem werden können, wie man sich schon in einem Bus auf dem ersten Schritt zu einem großen Abenteuer befinden kann.“ Aus der Sicht des Regisseurs ist Petrov’s Flu ein sehr russischer Film und ein sehr persönlicher Film über unsere Ängste, sowohl die  sowjetischen als auch die postsowjetischen Ängste, und über Menschen, die dieselbe Kindheit hatten.
Semjon Sersin spielt in der Titelrolle Petrow, Tschulpan Chamatowa dessen Ehefrau. Iwan Iwaschkin übernahm die Rolle von Petrows Vater. Juri Kolokolnikow spielt seinen alten Freund Igor.

### Veröffentlichung
Die Premiere erfolgte am 12. Juli 2021 bei den Internationalen Filmfestspielen von Cannes, wo der Film um die Goldene Palme konkurrierte. Am 9. September 2021 kam der Film in die russischen Kinos und damit wenige Tage vor den dortigen Parlamentswahlen. Im Oktober 2021 wurde er beim London Film Festival vorgestellt. Ende Juni 2022 feierte der Film beim Filmfest München seine Deutschlandpremiere, wo er im Wettbewerb CineRebels gezeigt wurde. Im August 2022 wurde er beim Hong Kong International Film Festival vorgestellt. Im September 2022 erfolgten Vorstellungen bei der Filmkunstmesse Leipzig. Im Dezember 2022 wurde er in Berlin bei Around the World in 14 Films gezeigt. Am 26. Januar 2023 kam der Film in die deutschen Kinos.

## Rezeption

### Altersfreigabe und Kritiken
In Deutschland wurde der Film von der FSK ab 16 Jahren freigegeben. In der Freigabebegründung heißt es, mit Mitteln der Groteske und vielen Überzeichnungen entwickele der Film ein düsteres Gesellschaftsporträt. Dabei lasse er Realität, Rückblenden und Halluzinationen bisweilen nahtlos ineinander übergehen. Einzelne Darstellungen von Gewalt, darunter auch in Kombination mit sexueller Aktivität, sowie von Verletzungen und selbstschädigendem Verhalten seien im Rahmen der stilisierten Inszenierung für 16-Jährige auf der Basis ihrer Lebens- und Medienerfahrung ohne Überforderung zu verarbeiten. Da die entsprechenden Momente nie ausgespielt sind, die Hauptfiguren sich kaum zur Identifikation anbieten und zudem das gesamte Setting die Distanzierung erleichtert, könne diese Altersgruppe das Geschehen kritisch reflektieren, ohne dass das Risiko einer Beeinträchtigung besteht.
Von den bei Rotten Tomatoes aufgeführten Kritiken sind insgesamt 86 Prozent positiv.  Auf Metacritic erhielt der Film einen Metascore von 79 von 100 möglichen Punkten.
Thomas Schultze von Blickpunkt:Film erklärt, jede Einstellung atme Krankheit, Fäulnis und Gewalt. Eine Gesellschaft löse sich von innen heraus auf, und einen ätzenderen Kommentar auf das Russland von heute könne man sich kaum vorstellen. Es sei bei diesem Durcheinander, auf das Robert Altman stolz wäre, als hätte eine der surrealen Sozialsatiren Luis Buñuels Tollwut bekommen, nicht immer leicht, den Überblick zu bewahren, so Schultze, doch das sei auch nicht unbedingt wichtig, weil die Botschaft trotzdem ankomme: „Der beißende Sarkasmus ist so radikal, dass Kirill Serebrennikov nicht einmal vor sich selbst Halt und seiner Arbeit als gefeierter Theaterregisseur am Gogol Zentrum in Moskau: Ein Trupp Schauspieler geriert sich wichtig, gespreizt - und entpuppt sich dann doch nur als Gruppe, die auf einem Kinderfest gute Laune macht.“ Serebrennikov dürfe nach seiner Verurteilung weiterhin Filme machen, die nach außen stülpen, wie es in ihm innendrin aussieht, und die Hölle kenne keinen Zorn, der schlimmer ist als der eines zum Äußersten getriebenen Filmemachers, weshalb es gut gewesen sei, dass Cannes ihm eine Bühne geboten hat, so Schultze.

### Auszeichnungen
Der Film befindet sich in einer Vorauswahl für den Europäischen Filmpreis 2021. Im Folgenden weitere Nominierungen.
Festival Internacional de Cine de San Sebastián 2019
- Nominierung in der Sektion Zabaltegi-Tabakalera (Kirill Serebrennikow)[22]

Filmfest München 2022
- Nominierung im Wettbewerb CineRebels[13]

Internationale Filmfestspiele von Cannes 2021
- Nominierung für die Goldene Palme (Kirill Serebrennikow)